# Малые Крынки
Малые Крынки (укр. Малі Кринки) — село, 
Гетмановский сельский совет,
Шевченковский район,
Харьковская область.
Код КОАТУУ — 6325784503. Население по переписи 2001 года составляет 15 (5/10 м/ж) человек.

## Географическое положение
Село Малые Крынки находится на расстоянии в 2,5 км от реки Великий Бурлук (левый берег).
На расстоянии в 2 км расположено село Гетмановка.
В 1,5 км проходит автомобильная дорога Р-07,
в 3-х км расположена железнодорожная станция Платформа 86 км.

## История
- 1922 — дата основания.